# Katzenfurt
Katzenfurt ist ein Ortsteil der Gemeinde Ehringshausen im mittelhessischen Lahn-Dill-Kreis. 

## Geografie
Die Ortschaft liegt im östlichen Teil des Westerwaldes, genauer im Unteren Dilltal. Im Süden grenzt Daubhausen und im Westen Greifenthal an Katzenfurt. Im Norden ist das Dorf von Wald umgeben. Nächste größere Stadt ist die Kreisstadt Wetzlar.

## Geschichte

### Historische Namensformen
In erhaltenen Urkunden wurde Katzenfurt unter den folgenden Ortsnamen erwähnt (in Klammern das Jahr der Erwähnung):
- Kaczenfurt, de (1233) [Urkundenbuch der Stadt Wetzlar 1, S. 6–7 Nr. 19]
- Kazenvůrt, de (1239) [Urkundenbuch der Stadt Wetzlar 1, S. 9 Nr. 29]
- Caczevort, de (1245) [Urkundenbuch der Stadt Wetzlar 1, S. 11 Nr. 7]
- Kazzynvort, de (1245) [Urkundenbuch der Stadt Wetzlar 1, S. 12 Nr. 41]
- Caczenfurt, de (1248) [Urkundenbuch der Stadt Wetzlar 1, S. 14 Nr. 47]
- Kaczenfurt (1255) [Urkundenbuch der Stadt Wetzlar 1, S. 25 Nr. 75 (unvollständiges Regest)]

### Ortsgeschichte
Der Ortsname leitet sich nicht von der Katze ab, sondern von den Chatten, einem germanischen Volksstamm. Die Furt durch die Dill hatte schon früh Bedeutung als Teil eines Handelsweges zur Burg Greifenstein.
Durch Heinrich von Kaczenfurt wird der Ort im Jahr 1233 erstmals urkundlich erwähnt, 1255 folgte eine Erwähnung der Mark Kaczenfurt selbst.
Katzenfurt war dem Centgericht im nahegelegenen Dillheim zugeordnet, auch gehörte es als Filiale zu dessen Pfarrei. Nachdem im Jahr 1390 die Linie zu Solms-Greifenstein, zu deren Besitzungen auch Katzenfurt gehört, ausstarb, fiel der Ort den Grafen zu Solms-Burgsolms und 1436 schließlich den Grafen von Solms-Braunfels zu.
Im Dreißigjährigen Krieg wurde das Dorf mehrfach überfallen und ausgeplündert. Daher flüchteten auch einige Bewohner aus Katzenfurt nach Greifenstein.
Zu Beginn des 19. Jahrhunderts wurde die Ortschaft Teil der Bürgermeisterei in Aßlar. 1932 wurden die Amtsbürgermeistereien im Kreis Wetzlar aufgelöst, Katzenfurt wurde zu einer selbstständigen Gemeinde.
Hessische Gebietsreform (1970–1977)
Im Zuge der Gebietsreform in Hessen wurden zum 1. Januar 1977 die Gemeinden Ehringshausen, Breitenbach, Daubhausen,  Katzenfurt, Kölschhausen und Niederlemp kraft Landesgesetz zur neuen Großgemeinde Ehringshausen zusammengeschlossen. Für Katzenfurt wurde wie für alle nach Ehringshausen eingegliederten Gemeinden ein Ortsbezirk eingerichtet. Sitz der Gemeindeverwaltung blieb Ehringshausen.

### Verwaltungsgeschichte im Überblick
Die folgende Liste zeigt die Staaten und Verwaltungseinheiten, denen Katzenfurt angehört(e):
- vor 1806: Heiliges Römisches Reich, Fürstentum Solms-Braunfels, Anteil der Grafschaft Solms, Amt Greifenstein
- ab 1806: Herzogtum Nassau,[Anm. 2] Amt Greifenstein[Anm. 3]
- ab 1816: Königreich Preußen,[Anm. 4] Provinz Großherzogtum Niederrhein, Regierungsbezirk Koblenz, Kreis Braunfels[7]
- ab 1822: Königreich Preußen, Rheinprovinz, Regierungsbezirk Koblenz, Kreis Wetzlar[Anm. 5]
- ab 1866: Norddeutscher Bund, Königreich Preußen, Rheinprovinz, Regierungsbezirk Koblenz, Kreis Wetzlar
- ab 1871: Deutsches Reich, Königreich Preußen, Rheinprovinz, Regierungsbezirk Koblenz, Kreis Wetzlar
- ab 1918: Deutsches Reich, Freistaat Preußen, Rheinprovinz, Regierungsbezirk Koblenz, Kreis Wetzlar
- ab 1932: Deutsches Reich, Freistaat Preußen, Provinz Hessen-Nassau, Regierungsbezirk Wiesbaden, Kreis Wetzlar
- ab 1944: Deutsches Reich, Freistaat Preußen, Provinz Nassau, Kreis Wetzlar
- ab 1945: Deutsches Reich, Amerikanische Besatzungszone,[Anm. 6] Groß-Hessen, Regierungsbezirk Wiesbaden, Kreis Wetzlar
- ab 1946: Deutsches Reich, Amerikanische Besatzungszone, Hessen, Regierungsbezirk Wiesbaden, Kreis Wetzlar
- ab 1949: Bundesrepublik Deutschland, Hessen, Regierungsbezirk Wiesbaden, Kreis Wetzlar
- ab 1968: Bundesrepublik Deutschland, Hessen, Regierungsbezirk Darmstadt, Kreis Wetzlar.
- ab 1977: Bundesrepublik Deutschland, Hessen, Regierungsbezirk Darmstadt, Lahn-Dill-Kreis, Gemeinde Ehringshausen
- ab 1981: Bundesrepublik Deutschland, Hessen, Regierungsbezirk Gießen, Lahn-Dill-Kreis, Gemeinde Ehringshausen

## Bevölkerung

### Einwohnerstruktur 2011
Nach den Erhebungen des Zensus 2011 lebten am Stichtag dem 9. Mai 2011 in Katzenfurt 1860 Einwohner. Darunter waren 87 (4,7 %) Ausländer.
Nach dem Lebensalter waren 282 Einwohner unter 18 Jahren, 753 zwischen 18 und 49, 411 zwischen 50 und 64 und 114 Einwohner waren älter.
Die Einwohner lebten in 810 Haushalten. Davon waren 222 Singlehaushalte, 252 Paare ohne Kinder und 264 Paare mit Kindern, sowie 63 Alleinerziehende und 9 Wohngemeinschaften. In 189 Haushalten lebten ausschließlich Senioren und in 510 Haushaltungen lebten keine Senioren.

### Einwohnerentwicklung
| Katzenfurt: Einwohnerzahlen von 1834 bis 2017 | Katzenfurt: Einwohnerzahlen von 1834 bis 2017 | Katzenfurt: Einwohnerzahlen von 1834 bis 2017 | Katzenfurt: Einwohnerzahlen von 1834 bis 2017 | Katzenfurt: Einwohnerzahlen von 1834 bis 2017 |
| --- | --------------------------------------------- | --------------------------------------------- | --------------------------------------------- | --------------------------------------------- |
| Jahr |                                               |                                               |                                               | Einwohner                                     |
| 1834 | 1834                                          |                                               | 554                                           | 554                                           |
| 1840 | 1840                                          |                                               | 656                                           | 656                                           |
| 1846 | 1846                                          |                                               | 697                                           | 697                                           |
| 1852 | 1852                                          |                                               | 661                                           | 661                                           |
| 1858 | 1858                                          |                                               | 691                                           | 691                                           |
| 1864 | 1864                                          |                                               | 738                                           | 738                                           |
| 1871 | 1871                                          |                                               | 714                                           | 714                                           |
| 1875 | 1875                                          |                                               | 736                                           | 736                                           |
| 1885 | 1885                                          |                                               | 708                                           | 708                                           |
| 1895 | 1895                                          |                                               | 763                                           | 763                                           |
| 1905 | 1905                                          |                                               | 938                                           | 938                                           |
| 1910 | 1910                                          |                                               | 978                                           | 978                                           |
| 1925 | 1925                                          |                                               | 1.025                                         | 1.025                                         |
| 1939 | 1939                                          |                                               | 1.208                                         | 1.208                                         |
| 1946 | 1946                                          |                                               | 1.577                                         | 1.577                                         |
| 1950 | 1950                                          |                                               | 1.691                                         | 1.691                                         |
| 1956 | 1956                                          |                                               | 1.688                                         | 1.688                                         |
| 1961 | 1961                                          |                                               | 1.809                                         | 1.809                                         |
| 1967 | 1967                                          |                                               | 1.919                                         | 1.919                                         |
| 1970 | 1970                                          |                                               | 1.988                                         | 1.988                                         |
| 1980 | 1980                                          |                                               | ?                                             | ?                                             |
| 1990 | 1990                                          |                                               | ?                                             | ?                                             |
| 2000 | 2000                                          |                                               | ?                                             | ?                                             |
| 2011 | 2011                                          |                                               | 1.860                                         | 1.860                                         |
| 2014 | 2014                                          |                                               | 1.900                                         | 1.900                                         |
| 2017 | 2017                                          |                                               | 1.910                                         | 1.910                                         |
| Datenquelle: Historisches Gemeindeverzeichnis für Hessen: Die Bevölkerung der Gemeinden 1834 bis 1967. Wiesbaden: Hessisches Statistisches Landesamt, 1968. Weitere Quellen: LAGIS; Zensus 2011; Gemeinde Ehringshausen |                                               |                                               |                                               |                                               |

### Historische Religionszugehörigkeit
| • 1834: | 508 evangelische Einwohner, 12 Katholiken, 36 Juden                  |
| • 1961: | 1487 evangelische (= 82,20 %), 304 katholische (= 16,80 %) Einwohner |

## Politik
Für Katzenfurt besteht ein Ortsbezirk (Gebiete der ehemaligen Gemeinde Katzenfurt) mit Ortsbeirat und Ortsvorsteher nach der Hessischen Gemeindeordnung.
Der Ortsbeirat besteht aus sieben Mitgliedern. Bei den Kommunalwahlen in Hessen 2021 betrug die Wahlbeteiligung zum Ortsbeirat 41,84 %. Dabei wurden gewählt: drei Mitglieder der CDU und je zwei Mitglieder SPD und der „Freien Wählergemeinschaft Ehringshausen“ (FWG). Der Ortsbeirat wählte Karin Stopperka (SPD) zur Ortsvorsteherin.

## Kulturdenkmäler
siehe Liste der Kulturdenkmäler in Katzenfurt

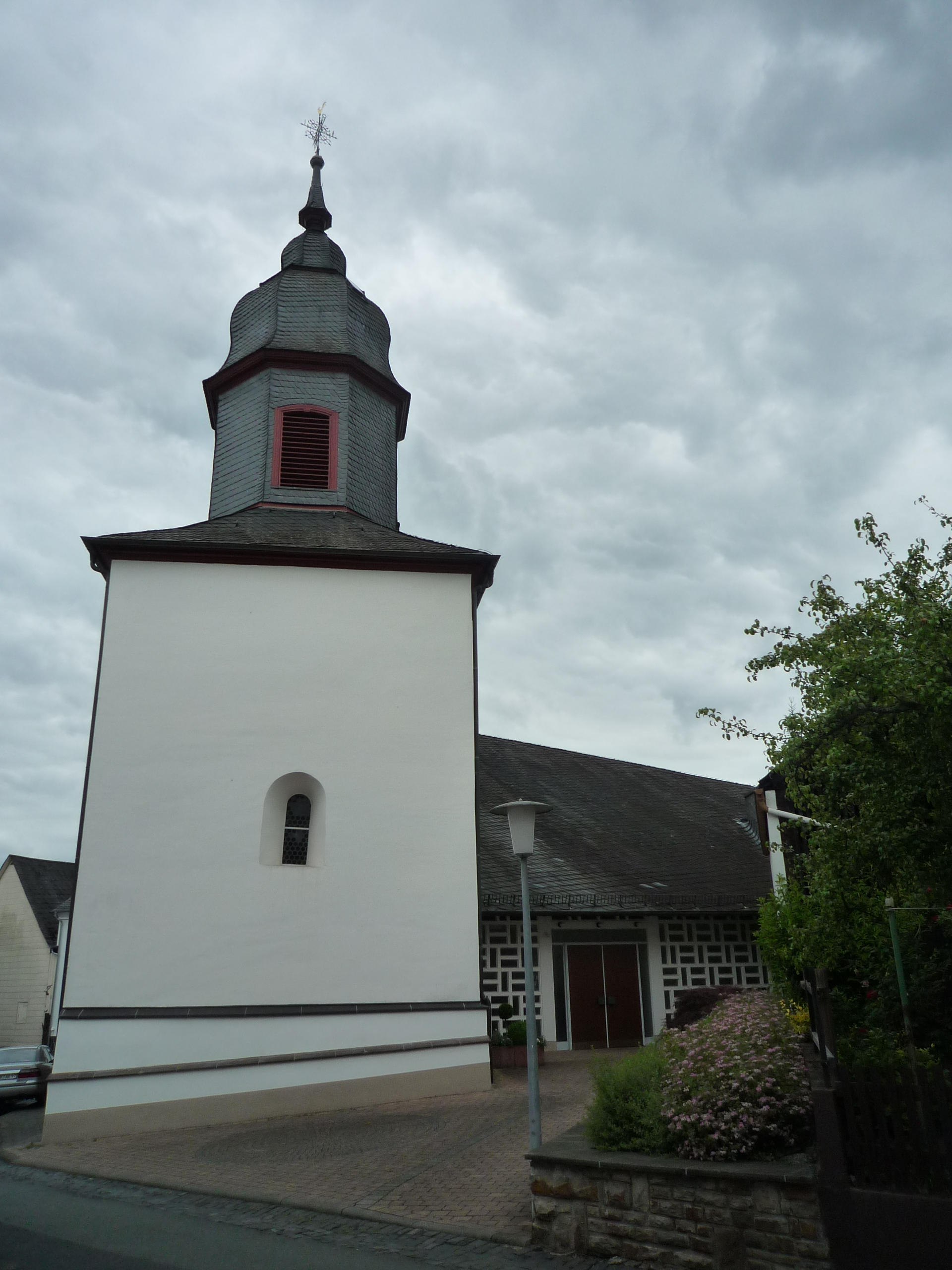
Evangelische Kirche
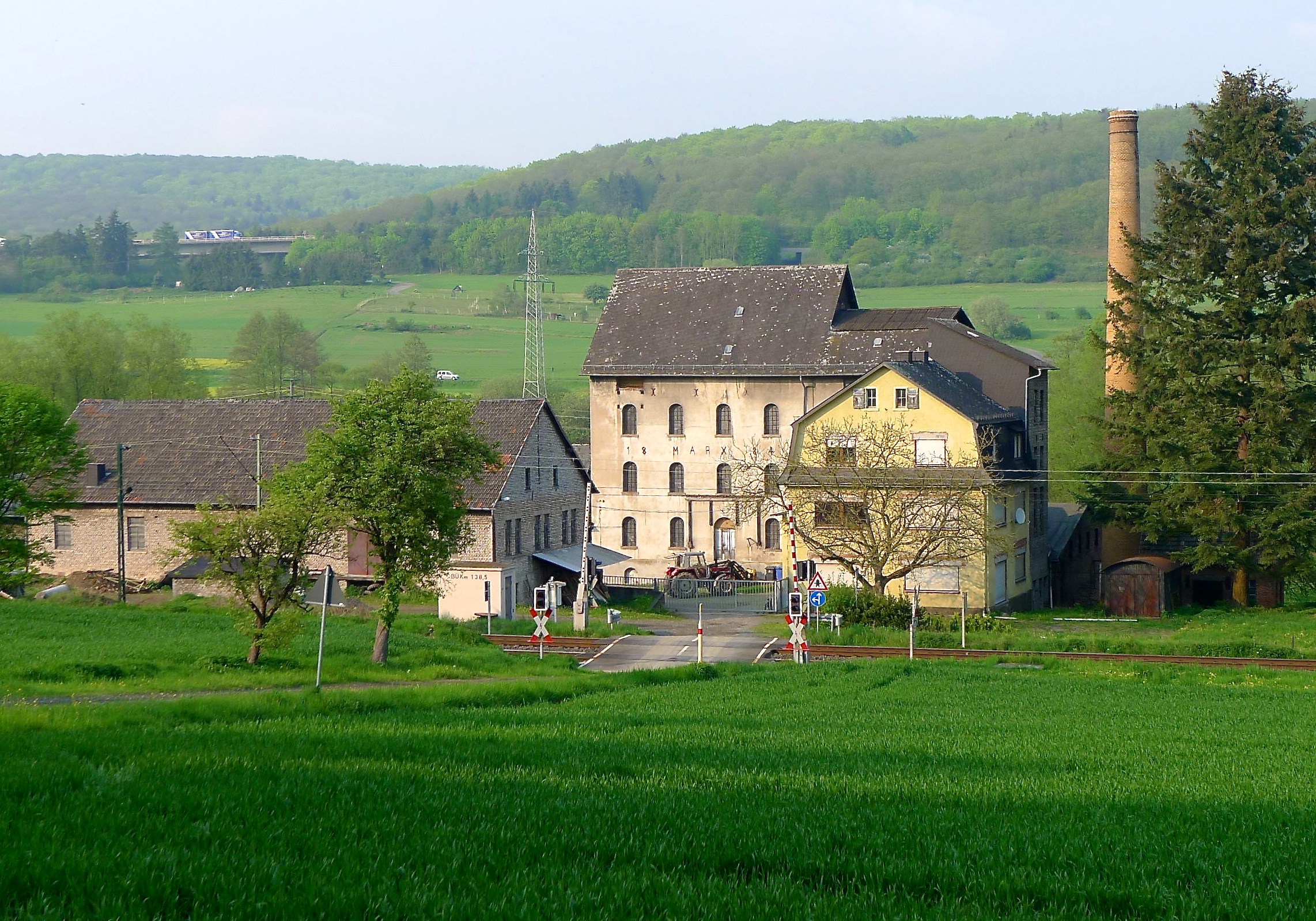
Marxmühle

## Wirtschaft und Infrastruktur

### Wirtschaftsstruktur
Wichtige und große Arbeitgeber in Katzenfurt sind die Hedrich GmbH als Maschinenbauunternehmen im Bereich Elektroindustrie sowie die GIM & Lütticke Getränke GmbH.

### Einrichtungen
Im Ort befindet sich neben einem Backhaus, Dorfgemeinschaftshaus auch eine Turnhalle. Katzenfurt verfügt außerdem über eine Freiwillige Feuerwehr, einen Kindergarten und eine Grundschule. Im Dorf sind des Weiteren das Schiedsamt sowie das Ortsgericht angesiedelt.

### Bildung
In Ehringshausen gibt es eine schulformübergreifende Gesamtschule mit abschlussbezogenen Klassen in den Jahrgangsstufen 9 und 10. Etwa 9 km entfernt befindet sich das Johanneum Gymnasium Herborn an dem der Erwerb der Allgemeinen Hochschulreife möglich ist.

### Verkehr
Durch den Ort führt die Bundesstraße 277. Im Dorf zweigt von der Bundesstraße die L 3282 in Richtung Greifenstein-Holzhausen ab. Außerdem führt die K 64 von Sinn-Edingen kommend über Katzenfurt und Daubhausen nach Dillheim.
Die Ortschaft verfügt des Weiteren über einen Haltepunkt an der Dillstrecke und wird im Schienenpersonennahverkehr bedient.